# Redakce (seriál)
Redakce je český seriál, který jako svůj první projekt vyrobila společnost Dramedy Productions pro TV Nova. Děj seriálu se odehrává v novinářském prostředí fiktivních novin nazvaných Denní listy. Seriál se natáčel od roku 2004 do roku 2006. Seriál byl natočen v 3 řadách, přičemž nejlépe byla hodnocena první řada. Seriál vznikl podle španělského formátu "Periodistas". Seriál byl prvním tzv. dlouhoběžícím seriálem na českých obrazovkách, na základě zkušeností s vývojem a výrobou vznikl seriál Ordinace v růžové zahradě. 

## Obsah
Hlavními postavami jsou v první a části druhé řady Viktor a Alice, kteří pracují jako šéfové v redakci Denních listů, přičemž Viktor je šéfem domácí přílohy a Alice jeho nadřízená. Nejvyšším šéfem je šéfredaktor Pavel Talich. Viktor s Alicí se do sebe postupně zamilují, ačkoli se původně nesnášeli. V druhé řadě však Alice odchází na stáž do Bruselu a na její místo nastupuje Kateřina Křesadlová. V poslední řadě je redakce rozšířena o příchod namyšleného a lstivého Filipa, který je na konci série odhalen jako zákeřný podrazák a je vyhozen.

## Obsazení
| David Matásek     | Viktor Saidl         |
| Barbora Kodetová  | Alice                |
| Michal Novotný    | Zdeněk Sláma         |
| Dana Batulková    | Anna Pešková         |
| Milan Šteindler   | Lubor Hájek          |
| Bořivoj Navrátil  | Pavel Talich         |
| Roman Zach        | Kamil Fořt           |
| Pavla Ptáčková    | Klára Vlková         |
| Martina Válková   | Kateřina Křesadlová  |
| Irena Máchová     | Linda Malá           |
| Zdena Hadrbolcová | Emílie (matka Alice) |
| Karel Urbánek     | recepční Mirek       |
| Zuzana Onufráková | Veronika Hájková     |
| Markéta Frösslová | Martina              |
| Jiří Ployhar      | Jarda Mrázek         |
| Vít Karas         | Filip                |
| Zuzana Kajnarová  | redakční Gábina      |
| Jiří Mádl         | bratranec Lindy      |

## Řady a díly
| Řada | Díly | Premiéra v ČR | Premiéra v ČR    |
| Řada | Díly | První díl     | Poslední díl     |
| ---- | ---- | ------------- | ---------------- |
| 1    | 13   | 16. září 2004 | 9. prosince 2004 |
| 2    | 13   | 6. ledna 2005 | 31. března 2005  |
| 3    | 13   | 7. dubna 2005 | 30. června 2005  |